# The Fast and the Furious (franquia)
The Fast and the Furious (também conhecido como Velozes e Furiosos) é uma franquia de mídia e Universo Compartilhado centrado em uma série de filmes de ação que estão amplamente preocupados com corridas de rua, assaltos, espiões e família. A franquia também inclui curtas-metragens, uma série de televisão, videogames e atrações de parques temáticos. É distribuído pela Universal Pictures.
O primeiro filme foi lançado em 2001, que deu início à tetralogia original de filmes focados em corridas de rua ilegais e culminou no filme Velozes e Furiosos (2009). A série fez a transição para assaltos e espionagem com Fast Five (2011) e foi seguida por cinco sequências, com a mais recente, Fast X, com lançamento previsto para 2023. Um décimo primeiro filme está planejado para concluir a série, e os principais filmes são coletivamente conhecido como The Fast Saga.
A Universal expandiu a série para incluir o filme spin-off Hobbs & Shaw (2019), enquanto sua subsidiária DreamWorks Animation seguiu isso com a série de televisão animada Fast & Furious Spy Racers (2019–2021). Álbuns de trilhas sonoras foram lançados para todos os filmes, bem como álbuns de compilação contendo músicas existentes ouvidas nos filmes. Dois curtas-metragens que se ligam à série também foram lançados.
A série foi bem sucedida comercialmente; A maior franquia da Universal, é a oitava série de filmes de maior bilheteria, com uma receita bruta combinada de mais de US$ 6 bilhões. A recepção crítica para os quatro primeiros filmes foi mista a negativa até o quinto e posteriores filmes, que foram mais mistos a positivamente recebidos. Fora dos filmes, Velozes e Furiosos tem sido o foco de outras mídias, incluindo atrações no Universal Studios Hollywood e Universal Studios Florida, shows ao vivo, comerciais, muitos videogames e brinquedos. É considerado o veículo que impulsionou os atores principais Vin Diesel e Paul Walker ao estrelato.

## Produção

### Desenvolvimento

#### The Fast Saga
Em 2000, o ator Paul Walker havia trabalhado com o diretor Rob Cohen em The Skulls. Cohen conseguiu um acordo com o produtor Neal H. Moritz para um filme de ação sem título para a Universal Pictures, e se aproximou de Walker e pediu que ele sugerisse seu filme de ação "dos sonhos"; Walker sugeriu uma mistura dos filmes Days of Thunder (1990) e Donnie Brasco (1997). Logo depois, Cohen e Moritz trouxeram para ele um artigo da revista Vibe publicado em Maio de 1998, que detalhava um circuito de corrida de rua disfarçado em operação na cidade de Nova York e sugeria uma história que seria uma versão re-imaginada do filme Point Break (1991). , mas definido para seguir Walker como um policial disfarçado encarregado de se infiltrar no mundo das corridas de rua subterrâneas em Los Angeles. Ao ouvir isso, Walker assinou imediatamente; encontrar sua co-estrela provou ser difícil. O estúdio gostou da ideia de Timothy Olyphant no papel de Dominic Toretto, devido ao sucesso do blockbuster Gone in 60 Seconds (2000), mas ele recusou. Moritz persistiu em Vin Diesel após sua atuação em Pitch Black (2000), com Diesel aceitando depois de propor várias mudanças no roteiro. Moritz teve dificuldade em escolher entre os títulos Racer X, Redline, Race Wars e Street Wars, mas acabou se inspirando em um documentário da American International Pictures, que incluía o filme de 1954 The Fast and the Furious. Moritz foi trocado o uso de algumas imagens de estoque para seu diretor, Roger Corman, em troca de uma licença para usar o título. Após o lançamento em Junho de 2001, o filme quebrou as expectativas de bilheteria e uma sequência de 2002 recebeu sinal verde em setembro.
Diesel se recusou a retornar para a sequência, dizendo que o roteiro era inferior ao seu antecessor. Cohen também recusou a sequência, optando por desenvolver o filme XXX (2002), estrelado por Diesel no papel principal. Para explicar essas mudanças, a Universal contratou os roteiristas para criar uma sequência independente com Walker na liderança e trouxe John Singleton como o novo diretor. As filmagens foram adiadas por um ano e o local de produção mudou para Miami. Tyrese Gibson, que trabalhou com Singleton no filme Baby Boy (2001), foi contratado como novo co-estrela de Walker e foi a primeira entrada na série a apresentar o membro do elenco de longa data Ludacris.
A Universal tentou trazer Diesel de volta para o terceiro filme, mas ele novamente recusou devido a outros projetos e uma antipatia pelo roteiro. Depois de não conseguir garantir o retorno de Walker ou de qualquer outro membro do elenco original, a Universal ordenou um reboot da franquia. O roteirista Chris Morgan posteriormente tentou reviver a série principalmente para entusiastas de carros, introduzindo novos personagens, concentrando-se em uma subcultura relacionada a carros e movendo a série para Tóquio; O Japão contém uma das maiores indústrias automotivas do mundo. É o primeiro filme da série a iniciar sua tradição de filmar em locais fora dos Estados Unidos. Moritz voltou e contratou o diretor Justin Lin, tendo ficado impressionado com o trabalho de Lin para o filme Better Luck Tomorrow (2002), que compartilhou elementos semelhantes com Tokyo Drift. Além disso, a série foi capaz de trazer Diesel para uma aparição, em troca de deixar a produtora do ator adquirir os direitos do personagem Riddick. O terceiro filme foi o menos bem sucedido financeiramente da franquia, recebeu uma recepção morna e deixou o futuro da franquia no limbo.
Longe da franquia, Diesel fez uma série de bilheterias ou fracassos críticos, incluindo The Chronicles of Riddick (2004), The Pacifier (2005) e Find Me Guilty (2006). Após discussões com a Universal, a dupla compartilhou o interesse em reviver a série. Depois de assinar Diesel e confirmar o retorno de Lin, a Universal trabalhou para rastrear as co-estrelas originais do primeiro filme e re-assinou Walker, Michelle Rodriguez e Jordana Brewster em meados de 2008. Walker estava inicialmente relutante em voltar à franquia depois de seis anos, mas Diesel garantiu a ele que o filme seria considerado a primeira sequência "verdadeira". Morgan voltou a escrever após o elogio da crítica ao personagem Han Lue. Dada a aparente morte do personagem no terceiro filme, a linha do tempo da franquia foi alterada para explicar sua aparência. Com a ênfase na cultura do carro atenuada, o quarto filme, Fast & Furious, foi um sucesso comercial. Embora a recepção crítica tenha sido mista, revigorou a franquia, bem como o poder de estrela de Diesel e Walker.

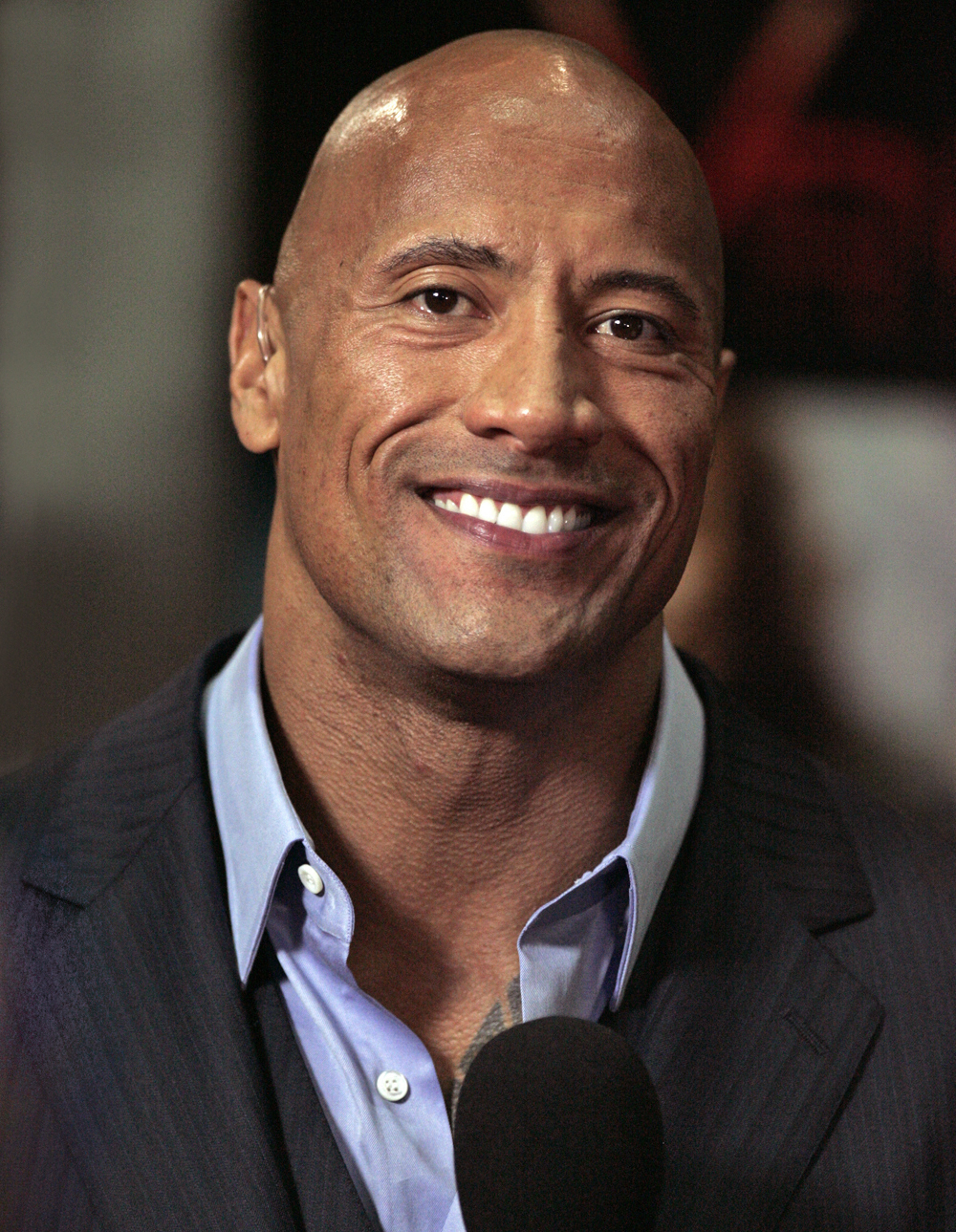
Dwayne Johnson juntou-se ao elenco em Fast Five e encabeçou o primeiro filme spin-off da franquia.

Em 2011, Fast Five foi lançado. Durante o desenvolvimento do filme, a Universal se afastou completamente de qualquer elemento de corrida de rua predominante em filmes anteriores, para transformar a franquia em uma série de ação de assalto envolvendo carros. Ao fazer isso, eles esperavam atrair um público mais amplo que, de outra forma, poderia ser adiado por uma forte ênfase em carros e cultura automobilística. Fast Five é considerado o filme de transição da série, apresentando apenas uma corrida de carros e dando mais atenção aos cenários de ação, como tiroteios, brigas e o assalto. Fast Five foi inicialmente concebido para concluir a franquia, mas após um forte desempenho de bilheteria e elogios da crítica, a Universal passou a desenvolver um sexto filme. Além disso, o filme é conhecido pela adição de Dwayne Johnson ao elenco, cujo desempenho foi elogiado pela crítica.
No final de 2011, o Los Angeles Times informou que a Universal estava se aproximando do sexto e sétimo filme com um único enredo em ambos os filmes, com Morgan vislumbrando temas de liberdade e família, mas depois mudou para explicar os desejos do estúdio de incorporar elementos de espionagem. Lin revelou que, após discussões com Diesel, fez um storyboard, pré-visualizou e começou a editar um final de doze minutos para  Fast & Furious 6, antes que as filmagens de Fast & Furious 6 fossem concluídas. Após o lançamento, o sexto filme se tornou o filme de maior bilheteria da série.
A Universal não tinha um grande evento para 2014 e apressou a pré-produção de Furious 7 em meados de 2013 devido ao seu status de ativo negociável. Lin decidiu dirigir o sétimo filme, pois ainda estava realizando uma pós-produção de Fast & Furious 6, James Wan, conhecido principalmente por filmes de terror, assumiu voltar as funções de direção. Em 30 de Novembro de 2013, Walker morreu em um acidente de carro, com as filmagens apenas pela metade. Após a morte de Walker, as filmagens foram adiadas para reescrever o roteiro, e seus irmãos, Caleb e Cody, foram usados como substitutos para completar suas cenas restantes. A reescrita do roteiro completou os arcos da história dos personagens de Walker e Brewster. A empresa de efeitos visuais Weta Digital foi criada para recriar a imagem de Paul Walker. O filme também apresentou Nathalie Emmanuel ao elenco. Em última análise, os atrasos do filme foram feitos com que ele foi lançado em abril de 2015, onde se tornou o filme de maior bilheteria da franquia, arrecadando US $ 1,5 bilhão. Também foi o mais bem sucedido de crítica, com elogios direcionados às sequências de ação do filme e sua homenagem emocional a Walker.
O número de várias refilmagens dissuadiu Wan de retornar à franquia e a Universal contratou F. Gary Gray para dirigir o oitavo filme, The Fate of the Furious. Este filme foi para iniciar uma nova trilogia, que concluirá a franquia. Diesel anunciou que apresentar Kurt Russell e Charlize Theron como personagens de Furious 7ajudaria a alcançar isso. O filme foi lançado em 2017 e recebeu críticas mistas dos críticos, muitos dos quais elogiaram as atuações e sequências de ação, mas criticaram o enredo e o longo tempo de duração. Foi um sucesso comercial descarado, arrecadando mais de US $ 1,2 bilhão em todo o mundo. A Universal anunciou mais tarde que os dois últimos filmes serão lançados em maio de 2020 e abril de 2021, com Lin retornando à direção. Foi anunciado que Brewster iria reprisar seu papel como Mia Toretto, enquanto o roteirista Daniel Casey foi contratado para o nono filme; F9 é o primeiro filme desde Tokyo Drift a não ser escrito por Morgan.  A pré-produção começou em fevereiro de 2019 em Londres, e as filmagens começaram em junho e terminaram em novembro. John Cena foi escalado como o vilão do filme, interpretando Jakob Toretto, irmão de Dom. Além disso, Sung Kang retornou como Han, enquanto o filme é o primeiro a estrelar Helen Mirren e  Lucas Black reprisar seu papel como Sean Boswell de Tokyo Drift. F9 foi originalmente programado para ser lançado nos cinemas em 22 de maio de 2020, mas foi adiado em um ano para 2 de abril de 2021, devido à pandemia do COVID-19. Foi então adiado para 28 de maio de 2021 e finalmente lançado nos Estados Unidos em 25 de junho.

### Spin-off
Em 2015, Diesel anunciou que potenciais spin-offs estavam nos estágios iniciais de desenvolvimento. Em 2019, Diesel anunciou um filme que focará nas personagens femininas de Velozes e Furiosos e mencionou que existem três filmes derivados em desenvolvimento. Nicole Perlman, Lindsey Beer e Geneva Robertson-Dworet servirão como co-roteiristas do projeto.
O primeiro spin-off, Fast & Furious Presents: Hobbs & Shaw, foi anunciado em 2018 e estrelou Dwayne Johnson e Jason Statham. No final de 2017, a Variety informou que Morgan havia escrito o roteiro, enquanto David Leitch dirigiria. Originalmente, o nono filme da série principal deveria ser lançado em abril de 2019, seguido pelo décimo em abril de 2021. Em vez disso, a Universal optou por prosseguir com o spin-off, para ocupar a data de lançamento de 2019. Isso causou tensões entre Johnson, Diesel e Gibson, com Gibson respondendo através de um post no Instagram, criticando Johnson por causar o atraso do nono filme. Johnson chamou suas co-estrelas masculinas depois de completar The Fate of the Furious em um post do Instagram agora excluído dizendo: "Minhas co-estrelas masculinas, no entanto, são uma história diferente. Alguns se comportam como homens e verdadeiros profissionais, enquanto outros não. Aqueles que não são muito covardes para fazer qualquer coisa sobre isso de qualquer maneira. Bundas doces. Quando você assiste a este filme em abril próximo e parece que eu não estou atuando em algumas dessas cenas e meu sangue está fervendo legítimo— você está certo."  Johnson mais tarde citou problemas de agendamento como sua recusa em participar da F9 e mais tarde confirmou que não estará nos dois últimos filmes de Velozes e Furiosos (Fast X e F11), apesar de Vin Diesel pedir que ele voltasse em um Post no Instagram, com Johnson respondendo chamando a tentativa de Diesel de "manipulativa".
Em outubro de 2018, o produtor de longa data Neal H. Moritz entrou com uma ação contra a Universal Pictures por quebra de contrato verbal e cometer fraude promissória depois que o distribuidor o removeu como produtor principal de Hobbs & Shaw. Além disso, foi revelado em maio de 2019 que a Universal retirou Moritz de todas os futuros filmes de Velozes e Furiosos.

### Better Luck Tomorrow (2002)
The Fast and the Furious: Tokyo Drift (2006), dirigido por Justin Lin, marcou a primeira aparição de Han Lue na The Fast Saga, interpretado por Sung Kang, que já havia interpretado um personagem com o mesmo nome no filme de Lin, Better Luck Tomorrow (2002) Han posteriormente se tornou um dos principais personagens recorrentes da franquia. Embora a relação entre Han de Better Luck Tomorrow e Han de The Fast Saga não tenha sido abordada originalmente, Lin e Kang repetidamente confirmaram durante os anos seguintes que era o mesmo personagem, e que Better Luck Tomorrow dobrou como história de origem de Han, retroativamente fazendo o filme parte da continuidade The Fast Saga.

### Televisão
Em abril de 2016, a DreamWorks Animation foi adquirida pela NBCUniversal por US$ 3,8 bilhões, com a aquisição incluindo um primeiro acordo com a empresa para produzir projetos animados baseados em ou com filmes sob a bandeira da Universal Pictures. Em abril de 2018, o serviço de streaming Netflix deu sinal verde para a série Fast & Furious: Spy Racers, com Bret Haaland, Vin Diesel, Tim Hedrick e Chris Morgan como produtores executivos e Hedrick e Haaland como showrunners. A série estreou em 26 de dezembro de 2019 e foi finalizada em 17 de Dezembro de 2021 contendo seis temporadas.

## Filmes
| Filme                                 | Data de lançamento   | Diretor(es)     | Roteirista(s)                                    | História(s)                                      | Produtor(es)                                                                                             |
| ------------------------------------- | -------------------- | --------------- | ------------------------------------------------ | ------------------------------------------------ | --- |
| The Fast and the Furious              | 22 de Junho de 2001  | Rob Cohen       | Gary Scott Thompson, Erik Bergquist e David Ayer | Gary Scott Thompson                              | Neal H. Moritz                                                                                           |
| 2 Fast 2 Furious                      | 06 de Junho de 2003  | John Singleton  | Michael Brandt e Derek Haas                      | Gary Scott Thompson, Michael Brandt e Derek Haas | Neal H. Moritz                                                                                           |
| The Fast and the Furious: Tokyo Drift | 16 de Junho de 2006  | Justin Lin      | Chris Morgan                                     | Chris Morgan                                     | Neal H. Moritz                                                                                           |
| Fast & Furious                        | 03 de Abril de 2009  | Justin Lin      | Chris Morgan                                     | Chris Morgan                                     | Neal H. Moritz, Vin Diesel e Michael Fottrell                                                            |
| Fast Five                             | 29 de Abril de 2011  | Justin Lin      | Chris Morgan                                     | Chris Morgan                                     | Neal H. Moritz, Vin Diesel e Michael Fottrell                                                            |
| Fast & Furious 6                      | 24 de Maio de 2013   | Justin Lin      | Chris Morgan                                     | Chris Morgan                                     | Neal H. Moritz, Vin Diesel e Clayton Townsend                                                            |
| Furious 7                             | 03 de Abril de 2015  | James Wan       | Chris Morgan                                     | Chris Morgan                                     | Neal H. Moritz, Vin Diesel e Michael Fottrell                                                            |
| The Fate of the Furious               | 14 de Abril de 2017  | F. Gary Gray    | Chris Morgan                                     | Chris Morgan                                     | Neal H. Moritz, Vin Diesel, Michael Fottrell e Chris Morgan                                              |
| Hobbs & Shaw                          | 02 de Agosto de 2019 | David Leitch    | Chris Morgan e Drew Pearce                       | Chris Morgan                                     | Chris Morgan, Hiram Garcia, Dwayne Johnson e Jason Statham                                               |
| F9                                    | 25 de Junho de 2021  | Justin Lin      | Daniel Casey e Justin Lin                        | Justin Lin, Alfredo Botello e Daniel Casey       | Neal H. Moritz, Vin Diesel, Jeff Kirschenbaum, Joe Roth, Justin Lin, Clayton Townsend e Samantha Vincent |
| Fast X                                | 19 de Maio de 2023   | Louis Leterrier | Justin Lin e Dan Mazeau                          | Justin Lin e Dan Mazeau                          | Neal H. Moritz, Vin Diesel, Jeff Kirschenbaum, Joe Roth, Justin Lin, Clayton Townsend e Samantha Vincent |

### The Fast and the Furious (2001)
O filme é baseado em um artigo, intitulado "Racer X", da revista americana Vibe escrito pelo jornalista Ken Li sobre corridas de rua na cidade de Nova Iorque, embora o filme é definido principalmente em Los Angeles. O filme conta a história de Brian O'Conner (Paul Walker), um policial novato que se infiltra no mundo das corridas ilegais de carros modificados nas ruas de Los Angeles para capturar o responsável por diversos roubos a caminhões nas estradas próximas à cidade. Mas ele acabou se envolvendo de tal modo que acabou por não prender os corredores e logo apaixonando-se por Mia Toretto (Jordana Brewster), irmã de um deles, Dominic Toretto (Vin Diesel), que é o mais famoso e respeitado das ruas, e que namora a bela Letty (Michelle Rodriguez), que além de ser namorada de Dom, também é aliada nos crimes que ele comete.

### 2 Fast 2 Furious (2003)
O ex-policial Brian O'Conner (Paul Walker) se muda de Los Angeles para Miami para recomeçar sua vida. Ele acaba se envolvendo em rachas na sua nova cidade com seu amigo Tej (Ludacris) e Suki (Devon Aoki). Suas aventuras terminam quando ele é preso e faz um acordo com agentes do FBI. Brian tem a missão muito perigosa de prender um poderoso chefe do cartel das drogas e contará com a ajuda de seu velho amigo Roman Pearce (Tyrese Gibson) e a agente do FBI Mônica Fuentes (Eva Mendes).
Este é o único filme da série principal sem Vin Diesel como Dominic Toretto.

### The Fast and the Furious: Tokyo Drift (2006)
A história deste filme ocorre em algum momento após Fast & Furious 6, com uma cena que posteriormente foi feita em simultâneo com os eventos de Furious 7. Sean Boswell é um piloto de rua que desafia seu rival e bate o carro no fim da corrida,  Então, Sean decide se mudar para o Japão em companhia de seu pai para evitar a prisão nos Estados Unidos, já que os rachas não são nada populares com as autoridades. Em Tóquio, ele começa a aprender um excitante e perigoso estilo novo de competir nas ruas sendo Tachado como gaijin ("estrangeiro"), Sean sente-se como um estranho no Japão. Apesar disto, logo faz amizade com outro estadunidense Twinkie (Bow Bow) além de Earl Hu (Jason Tobin),e Han Lue (Sung Kang) que o introduz no mundo underground do drifting. Só que os riscos ficam ainda mais altos quando Sean decide competir com o campeão local (Brian Tee) e acaba se apaixonando pela namorada dele (Nathalie Kelley).

### Fast & Furious (2009)
Na República Dominicana, Dominic Toretto (Vin Diesel), junto da sua namorada Letty (Michelle Rodriguez), continuam na criminalidade junto a sua gangue, praticando diversos atos ilícitos. Mas com o FBI na cola de Dom, ele decide fugir, a fim de proteger sua equipe e sua namorada. Mas após um assassinato ocorrer, supostamente tirando a vida da sua namorada Letty, Dominic volta disposto em busca de vingança, cruzando novamente o caminho do policial Brian O'Conner (Paul Walker).

### Fast Five (2011)
O ex-policial e fugitivo da policia norte-americana Brian O'Conner (Paul Walker) firmou uma parceria com o também fugitivo da policia norte-americana Dominic Toretto (Vin Diesel), ambos no lado oposto da lei. Desde que Brian e Mia (Jordana Brewster) tiraram Dom da custódia da polícia, eles vivem atravessando muitas fronteiras para fugir das autoridades. Agora, escondidos em um canto no Rio de Janeiro, eles precisam fazer um último trabalho para ganhar a liberdade. Enquanto montam sua equipe de elite de pilotos de corrida, eles sabem que mesmo se o plano der certo, terão de confrontar um empresário corrupto, que quer vê-los mortos. Mas ele não é o único de seus problemas. O impetuoso agente federal Luke Hobbs (Dwayne Johnson) é enviado para rastrear Dom e Brian, partindo com sua equipe para uma caçada incessante. Enquanto seus homens se infiltram pelo Brasil, Hobbs descobre que é impossível distinguir os mocinhos e bandidos. Agora, ele deve confiar em seus instintos para capturá-los. Após os créditos finais, é mostrada uma cena extra, onde Hobbs está trabalhando em seu escritório quando recebe a visita da velha conhecida, a agente Monica Fuentes (Eva Mendes). Ela chega com um arquivo mostrando um ataque a um comboio militar em Berlim. Hobbs pergunta se é sobre Toretto. Após uma negativa de Fuentes ele mostra seu desinteresse que é facilmente contornado por Monica quando ela o orienta a continuar olhando e é revelada a foto da ex-namorada de Dom e até então falecida Letty Ortiz (Michelle Rodriguez). O filme acaba definitivamente com a pergunta de Fuentes: "Você acredita em fantasmas?", dando assim a prévia do já confirmado Fast & Furious 6. Antes de morrer Vince (Matt Schulze) revela que tinha um filho, Dominic.

### Fast & Furious 6 (2013)
Após os eventos de Fast Five, o criminoso profissional Dominic Toretto (Vin Diesel) e sua equipe se tornam ricos, porém, os seus antecedentes criminais os impedem de voltar para seu país de origem. Depois de várias tentativas de capturá-los, o agente Luke Hobbs (Dwayne Johnson) do DSS (Serviço de Segurança Diplomática), oferece a toda equipe um acordo: O DSS vai limpar a ficha criminal de todos da equipe, se a equipe o ajudar a derrubar uma organização criminosa habilidosa e mercenária. Desde o assalto no Rio de Dom e Brian (Paul Walker) que dizimou o império de um chefão e deixou o grupo com US$ 100 milhões, a equipe dividiu-se pelo mundo. Estando sempre em fuga e incapazes de voltar para casa deixou suas vidas incompletas. Enquanto isso, o agente Hobbs tem perseguido por 12 países uma organização de pilotos mercenários habilidosos, cujo chefe Owen Shaw (Luke Evans) é ajudado por uma impiedosa aliada, Letty (Michelle Rodriguez) ex-namorada de Dom que todos achavam que estava morta. A única maneira de impedi-los é vencer esse bando nas ruas, então Hobbs pede que Dom leve sua equipe para Londres. Em troca, promete o perdão que permitiria que todos retornassem para casa.

### Furious 7 (2015)
Após os acontecimentos de Fast & Furious 6, Dominic Toretto (Vin Diesel) retorna para a casa ao lado de Letty (Michelle Rodriguez) e toda a sua equipe. Mas a tranquilidade do grupo termina quando Deckard Shaw (Jason Statham), irmão mais velho de Owen Shaw, persegue o grupo a fim de vingar o que fizeram com ele. Agora a equipe precisa se unir mais uma vez para derrotarem essa ameaça. O filme homenageia o ator Paul Walker que interpretou Brian O'Conner na franquia, falecido em 30 de novembro de 2013, bem como retrata sua despedida da saga.

### The Fate of the Furious (2017)
O filme surge como uma continuação do sétimo. Nele, Brian (Paul Walker) e Mia (Jordana Brewster) se aposentaram e o resto da equipe foi exonerada. Enquanto isso, Dom (Vin Diesel) e Letty (Michelle Rodriguez) estão em lua de mel e levam uma vida pacata em Cuba, muito diferente da adrenalina das corridas de rua. Entretanto, o surgimento de uma misteriosa mulher (Charlize Theron) faz Dom retornar aos velhos tempos no mundo do crime e da velocidade. Com isso, o seu antigo grupo acaba sendo obrigado a tentar pará-lo.

### Fast & Furious Presents: Hobbs & Shaw (2019)
Rivais declarados, Luke Hobbs (Dwayne Johnson) e Deckard Shaw (Jason Statham) se veem forçados a trabalharem juntos novamente. Eles se unirão para combater uma ameaça biológica que pode mudar toda a humanidade que está nos planos de Brixton (Idris Elba), um líder terrorista. Além disso, ambos terão de enfrentar o personagem que é geneticamente alterado e mais forte que os dois.

### F9 (2021)
Dominic Toretto e Letty vivem uma vida pacata ao lado do filho. Mas eles logo são ameaçados pelo passado de Dom: seu irmão desaparecido Jakob (John Cena), que retorna e está trabalhando ao lado de Cipher. Cabe a Dom reunir a equipe novamente para enfrentá-los.
O filme se passa dois anos após os eventos de The Fate of the Furious (2017) e cerca de 6 meses após Hobbs & Shaw (2019C. Jason Statham aparece como Deckard Shaw na cena pós-créditos, enquanto Jordana Brewster retorna à franquia em seu papel de Mia Toretto, junto com Sung Kang como Han Lue, que se revela vivo, e Lucas Black como Sean Boswell. Shad Moss e Jason Tobin reprisam seus papéis como Twinkie e Earl Hu, respectivamente, de The Fast and the Furious: Tokyo Drift (2006).

### Fast X (2023)
Para o décimo filme, Jason Momoa se juntou ao elenco em um papel de vilão, ao lado de Daniela Melchior, Alan Ritchson e Brie Larson em papéis não revelados, e Rita Moreno foi escalada como avó da família Toretto O filme está programado para ser lançado em 19 de Maio de 2023. Em 20 de Abril de 2022, foi revelado que o filme foi intitulado Fast X quando as filmagens começaram.

### Futuro
| Filme                        | Data de lançamento | Diretor | Roteirista(s)                                          | História | Produtor(es)                                                                                             |
| ---------------------------- | ------------------ | ------- | ------------------------------------------------------ | -------- | --- |
| Untitled Fast X sequel       | 2024               | TBA     | TBA                                                    | TBA      | Neal H. Moritz, Vin Diesel, Jeff Kirschenbaum, Joe Roth, Justin Lin, Clayton Townsend & Samantha Vincent |
| Untitled female-led film     | TBA                | TBA     | Nicole Perlman, Lindsey Beer & Geneva Robertson-Dworet | TBA      | Vin Diesel, Michael Fottrell & Chris Morgan                                                              |
| Untitled Hobbs & Shaw sequel | TBA                | TBA     | Chris Morgan                                           | TBA      | Dwayne Johnson, Jason Statham & Chris Morgan                                                             |

### Untitled Fast X sequel (2024)
Uma sequência direta e a segunda parte de Fast X (2023) estão em desenvolvimento.

### Untitled female-led film (TBA)
Um filme spin-off sem título liderado por mulheres está em desenvolvimento, com Nicole Perlman, Lindsey Beer e Geneva Robertson-Dworet atuando como roteiristas. Charlize Theron deve reprisar seu papel como Cipher e estrelar um filme derivado, embora não esteja claro se foi para um filme separado ou o Untitled female-led film.

### Untitled Hobbs & Shaw sequel (TBA)
Em Novembro de 2019, o produtor Hiram Garcia confirmou que todos os criativos envolvidos têm intenções de desenvolver uma sequência, com conversas sobre o projeto em andamento. Garcia confirmou que pontos da trama não resolvidos seriam expandidos no próximo filme. Em Março de 2020, Johnson confirmou que uma sequência estava em desenvolvimento ativo, embora um roteirista e diretor ainda não tivessem sido contratados. Nos dois meses seguintes, os produtores Johnson e Hiram Garcia confirmaram que o projeto estava oficialmente em desenvolvimento. Chris Morgan mais uma vez atuará como roteirista, com um enredo que inclui vários novos personagens escritos para serem introduzidos na sequência.
Em Novembro de 2021, Johnson revelou que havia desenvolvido uma ideia original para a sequência, que ele descreveu como "a antítese de...Velozes e Furiosos..." e que apresentou o conceito à presidente da Universal Pictures, Donna Langley, O presidente do Seven Bucks, Hiram Garcia, e o roteirista Chris Morgan. Ele elaborou que seu estúdio procura projetos que tenham as qualidades que eles chamam internamente de "Efeito Moisés", explicando que isso significa que eles têm precedência imediata sobre o resto dos muitos projetos em sua lista de filmes; afirmando que a sequela se enquadra nesta categoria. Ele ainda brincou que seu desenvolvimento irá progredir e continuará após a conclusão de seu filme de ação de férias, Red One. Nesse mesmo mês, Hiram Garcia confirmou que o trabalho no roteiro está em andamento, chamando o projeto de "muito ambicioso". Em Dezembro de 2021, depois que Vin Diesel chamou Dwayne Johnson para reprisar seu papel em Fast X (2023) , Johnson afirmou que não havia "nenhuma chance" de que ele voltasse aos filmes principais de Velozes e Furiosos.

## Curta-Metragens
| Filme                                          | Data de lançamento  | Diretor       | Roteirista(s)  | História                  | Produtor(es)                                 |
| ---------------------------------------------- | ------------------- | ------------- | -------------- | ------------------------- | -------------------------------------------- |
| The Turbo Charged Prelude for 2 Fast 2 Furious | 3 de Junho de 2003  | Philip Atwell | Keith Dinielli | Keith Dinielli            | Chris Palladino                              |
| Los Bandoleros                                 | 28 de Julho de 2009 | Vin Diesel    | T.J. Mancini   | Vin Diesel & T.J. Mancini | Vin Diesel, Jessy Terrero & Samantha Vincent |

### The Turbo Charged Prelude for 2 Fast 2 Furious  (2003)
é o prelúdio de 2 Fast 2 Furious, onde descobrimos como Brian (Paul Walker) acabou sendo preso pela polícia após deixar Dominic Toretto (Vin Diesel) fugir no primeiro filme. Além disso, acompanhamos a sua ascensão como o rei das ruas, voltando a ser um homem procurado pelas autoridades.
O filme se passa entre os eventos de The Fast and the Furious (2001) e 2 Fast 2 Furious (2003).

### Los Bandoleros (2009)
Dominic Toretto (Vin Diesel) vive como um fugitivo procurado na República Dominicana após Brian (Paul Walker) permitir a sua fuga no primeiro filme. Além disso, descobrimos mais detalhes de sua relação amorosa com Letty (Michelle Rodriguez), eles se reúnem com outros associados para planejar o sequestro de um carregamento de gasolina para ajudar um bairro pobre.
O filme se passa após os eventos de The Fast and the Furious (2001) e antes de Fast & Furious (2009).

## Televisão
| Temporada | Temporada | Episódios | Título       | Originalmente lançado  | Streaming | Showrunner(s) | Produtores executivos |  |   |   |             |                        |         |                            |                                                                      |
| --------- | --------- | --------- | ------------ | ---------------------- | --------- | ------------- | --------------------- |  | - | - | ----------- | ---------------------- | ------- | -------------------------- | -------------------------------------------------------------------- |
| Temporada | Temporada | Episódios | Título       | Originalmente lançado  | Streaming | Showrunner(s) | Produtores executivos |  | 1 | 8 | Los Angeles | 26 de Dezembro de 2019 | Netflix | Tim Hedrick & Bret Haaland | Tim Hedrick, Bret Haaland, Vin Diesel, Neal H. Moritz & Chris Morgan |
|           | 2         | 8         | Rio          | 9 de Outubro de 2020   |           |               |                       |  |   |   |             |                        | Netflix | Tim Hedrick & Bret Haaland | Tim Hedrick, Bret Haaland, Vin Diesel, Neal H. Moritz & Chris Morgan |
|           | 3         | 8         | Sahara       | 26 de Dezembro de 2020 |           |               |                       |  |   |   |             |                        | Netflix | Tim Hedrick & Bret Haaland | Tim Hedrick, Bret Haaland, Vin Diesel, Neal H. Moritz & Chris Morgan |
|           | 4         | 8         | México       | 16 de Abril de 2021    |           |               |                       |  |   |   |             |                        | Netflix | Tim Hedrick & Bret Haaland | Tim Hedrick, Bret Haaland, Vin Diesel, Neal H. Moritz & Chris Morgan |
|           | 5         | 8         | Pacífico Sul | 13 de Agosto de 2021   |           |               |                       |  |   |   |             |                        | Netflix | Tim Hedrick & Bret Haaland | Tim Hedrick, Bret Haaland, Vin Diesel, Neal H. Moritz & Chris Morgan |
|           | 6         | 12        | Homecoming   | 17 de Dezembro de 2021 |           |               |                       |  |   |   |             |                        | Netflix | Tim Hedrick & Bret Haaland | Tim Hedrick, Bret Haaland, Vin Diesel, Neal H. Moritz & Chris Morgan |

### Fast & Furious Spy Racers (2019–2021)
Tony Toretto (dublado por Tyler Posey), primo de Dominic Toretto, é recrutado por uma agência do governo junto com seus amigos para se infiltrar em uma liga de corrida de elite que serve de fachada para uma organização criminosa chamada SH1FT3R que está empenhada em dominar o mundo.
Velozes e Furiosos Spy Racers é uma série animada baseada na franquia de filmes. Vin Diesel reprisa seu papel como Dominic Toretto, expressando o personagem em breves aparições. A produção executiva é de Tim Hedrick, Bret Haaland, Vin Diesel , Neal Moritz e Chris Morgan. Hedrick e Haaland também atuam como showrunners do programa. A primeira temporada da série foi lançada na Netflix em 26 de Dezembro de 2019, enquanto sua segunda temporada foi lançada em 9 de Outubro de 2020. Sua terceira temporada foi lançada em 26 de Dezembro de 2020, a quarta temporada em 16 de Abril de 2021. a quinta em 13 de Agosto de 2021 e a sexta e última temporada estreou em 17 de Dezembro de 2021.

## Elenco e personagens
| Personagem                        | Filme                           | Filme                        | Filme                   | Filme                                        | Filme                 | Filme                | Filme            | Filme                   | Filme                     | Filme                          | Filme                     | Filme              | Filme              | Televisão                             | Filme                |
| Personagem                        | The Fast and the Furious (2001) | Turbo-Charged Prelude (2003) | 2 Fast 2 Furious (2003) | The Fast and the Furious: Tokyo Drift (2006) | Los Bandoleros (2009) | Fast & Furious(2009) | Fast Five (2011) | Fast & Furious 6 (2013) | Furious 7 (2015)          | The Fate of the Furious (2017) | Hobbs & Shaw (2019)       | F9 (2021)          | Fast X (2023)      | Fast & Furious Spy Racers (2019–2021) | Fast x Part 2 (2025) |
| Dominic Toretto                   | Vin Diesel                      |                              |                         | Vin Diesel                                   | Vin Diesel            | Vin Diesel           | Vin Diesel       | Vin Diesel              | Vin Diesel                | Vin Diesel                     |                           | Vin Diesel         | Vin Diesel         | Vin Diesel                            | Vin Diesel           |
| Brian O'Conner                    | Paul Walker                     | Paul Walker                  | Paul Walker             |                                              |                       | Paul Walker          | Paul Walker      | Paul Walker             | Paul Walker / Cody Walker |                                |                           |                    |                    |                                       | Cody Walker          |
| Letty Ortiz                       | Michelle Rodriguez              |                              |                         |                                              | Michelle Rodriguez    | Michelle Rodriguez   |                  | Michelle Rodriguez      | Michelle Rodriguez        | Michelle Rodriguez             |                           | Michelle Rodriguez | Michelle Rodriguez |                                       | Michelle Rodriguez   |
| Mia Toretto                       | Jordana Brewster                |                              |                         |                                              |                       | Jordana Brewster     | Jordana Brewster | Jordana Brewster        | Jordana Brewster          |                                |                           | Jordana Brewster   | Jordana Brewster   |                                       | Jordana Brewster     |
| Leon                              | Johnny Strong                   |                              |                         |                                              |                       |                      |                  |                         |                           |                                |                           |                    |                    |                                       | Johnny Strong        |
| Suki                              |                                 |                              | Devon Aoki              |                                              |                       |                      |                  |                         |                           |                                |                           |                    |                    |                                       | Devon Aoki           |
| Monica Fuentes                    |                                 |                              | Eva Mendes              |                                              |                       |                      | Eva Mendes       |                         |                           |                                |                           |                    |                    |                                       |                      |
| Fight Attendant (Family O'Conner) |                                 |                              |                         |                                              |                       |                      |                  |                         |                           |                                |                           |                    | Meadow Walker      |                                       | Meadow Walker        |
| Roman Pearce                      |                                 |                              | Tyrese Gibson           |                                              |                       |                      | Tyrese Gibson    | Tyrese Gibson           | Tyrese Gibson             | Tyrese Gibson                  |                           | Tyrese Gibson      | Tyrese Gibson      |                                       | Tyrese Gibson        |
| Tej Parker                        |                                 |                              | Ludacris                |                                              |                       |                      | Ludacris         | Ludacris                | Ludacris                  | Ludacris                       |                           | Ludacris           | Ludacris           |                                       | Ludacris             |
| Sean Boswell                      |                                 |                              |                         | Lucas Black                                  |                       |                      |                  |                         | Lucas Black               |                                |                           | Lucas Black        |                    |                                       | Lucas Black          |
| Han Seoul-Oh                      |                                 |                              |                         | Sung Kang                                    | Sung Kang             | Sung Kang            | Sung Kang        | Sung Kang               |                           |                                |                           | Sung Kang          | Sung Kang          |                                       | Sung Kang            |
| Tego Leo                          |                                 |                              |                         |                                              | Tego Calderón         | Tego Calderón        | Tego Calderón    |                         |                           | Tego Calderón                  |                           |                    |                    |                                       |                      |
| Rico Santos                       |                                 |                              |                         |                                              | Don Omar              | Don Omar             | Don Omar         |                         |                           | Don Omar                       |                           |                    |                    |                                       |                      |
| Gisele Yashar                     |                                 |                              |                         |                                              |                       | Gal Gadot            | Gal Gadot        | Gal Gadot               |                           |                                |                           |                    |                    |                                       | Gal Gadot            |
| Luke Hobbs                        |                                 |                              |                         |                                              |                       |                      | Dwayne Johnson   | Dwayne Johnson          | Dwayne Johnson            | Dwayne Johnson                 | Dwayne Johnson            |                    | Dwayne Johnson     |                                       | Dwayne Johnson       |
| Isabel neves                      |                                 |                              |                         |                                              |                       |                      |                  |                         |                           |                                |                           |                    | Daniela Melchior   |                                       |                      |
| Elena Neves                       |                                 |                              |                         |                                              |                       |                      | Elsa Pataky      | Elsa Pataky             | Elsa Pataky               | Elsa Pataky                    |                           |                    |                    |                                       |                      |
| Twinkie                           |                                 |                              |                         | Bow Wow                                      |                       |                      |                  |                         | Bow Wow                   |                                |                           | Bow Wow            |                    |                                       | Bow Wow              |
| Owen Shaw                         |                                 |                              |                         |                                              |                       |                      |                  | Luke Evans              | Luke Evans                | Luke Evans                     |                           |                    |                    |                                       |                      |
| Deckard Shaw                      |                                 |                              |                         |                                              |                       |                      |                  | Jason Statham           | Jason Statham             | Jason Statham                  | Jason Statham             | Jason Statham      | Jason Statham      |                                       | Jason Statham        |
| Sr. Ninguém                       |                                 |                              |                         |                                              |                       |                      |                  |                         |                           | Kurt Russell                   |                           | Kurt Russell       | Kurt Russell       |                                       | Kurt Russell         |
| Ramsey                            |                                 |                              |                         |                                              |                       |                      |                  |                         | Nathalie Emmanuel         | Nathalie Emmanuel              |                           | Nathalie Emmauel   | Nathalie Emmauel   |                                       | Nathalie Emmauel     |
| Cipher                            |                                 |                              |                         |                                              |                       |                      |                  |                         |                           | Charlize Theron                |                           | Charlize Theron    | Charlize Theron    |                                       | Charlize Theron      |
| Little Nobody                     |                                 |                              |                         |                                              |                       |                      |                  |                         |                           | Scott Eastwood                 |                           |                    | Scott Eastwood     |                                       | Scott Eastwood       |
| Magdalene "Queenie" Shaw          |                                 |                              |                         |                                              |                       |                      |                  |                         |                           | Helen Mirren                   | Helen Mirren              | Helen Mirren       | Helen Mirren       |                                       | Helen Mirren         |
| Hattie Shaw                       |                                 |                              |                         |                                              |                       |                      |                  |                         |                           |                                | Vanessa Kirby             |                    |                    |                                       | Vanessa Kirby        |
| Buddy                             |                                 |                              |                         |                                              |                       |                      |                  |                         |                           |                                |                           | Michael Rooker     | Michael Rooker     |                                       |                      |
| Leyssa                            |                                 |                              |                         |                                              |                       |                      |                  |                         |                           |                                |                           | Cardi B            | Cardi B            |                                       |                      |
| Brixton Lore                      |                                 |                              |                         |                                              |                       |                      |                  |                         |                           |                                | Idris Elba                |                    |                    |                                       |                      |
| Margarita / Madame M              |                                 |                              |                         |                                              |                       |                      |                  |                         |                           |                                | Eiza González             |                    |                    |                                       |                      |
| Jonah Hobbs                       |                                 |                              |                         |                                              |                       |                      |                  |                         |                           |                                | Cliff Curtis              |                    |                    |                                       |                      |
| Mateo Hobbs                       |                                 |                              |                         |                                              |                       |                      |                  |                         |                           |                                | Joe "Roman Reigns" Anoa'i |                    |                    |                                       |                      |
| Timo Hobbs                        |                                 |                              |                         |                                              |                       |                      |                  |                         |                           |                                | Josh Mauga                |                    |                    |                                       |                      |
| Kal Hobbs                         |                                 |                              |                         |                                              |                       |                      |                  |                         |                           |                                | John Tui                  |                    |                    |                                       |                      |
| Agente da CIA Victor Locke        |                                 |                              |                         |                                              |                       |                      |                  |                         |                           |                                | Ryan Reynolds             |                    |                    |                                       |                      |
| Marshal Dinkley                   |                                 |                              |                         |                                              |                       |                      |                  |                         |                           |                                | Kevin Hart                |                    |                    |                                       |                      |
| Avó Toretto                       |                                 |                              |                         |                                              |                       |                      |                  |                         |                           |                                |                           |                    | Rita Moreno        |                                       | Rita Moreno          |
| Jakob Toretto                     |                                 |                              |                         |                                              |                       |                      |                  |                         |                           |                                |                           | John Cena          | John Cena          |                                       | John Cena            |

## Equipe
| Filme                                 | Música                   | Cinematografia                  | Edição                                                                               | Companhia(s) produtora(s)                                                         | Distribuição                                 | Duração |
| ------------------------------------- | ------------------------ | ------------------------------- | ------------------------------------------------------------------------------------ | --------------------------------------------------------------------------------- | -------------------------------------------- | ------- |
| The Fast and the Furious              | Brian Transeau           | Ericson Core                    | Peter Honess                                                                         | Mediastream Film GmbH & Co. Productions KG Neal H. Moritz Productions             | Universal Pictures                           | 106 min |
| 2 Fast 2 Furious                      | David Arnold             | Matthew F. Leonetti             | Bruce Cannon e Dallas Puett                                                          | Mikona Productions GmbH & Co. KG Neal H. Moritz Productions                       | Universal Pictures                           | 108 min |
| The Fast and the Furious: Tokyo Drift | Brian Tyler              | Stephen F. Windon               | Kelly Matsumoto, Dallas Puett e Fred Raskin                                          | Relativity Media Neal H. Moritz Productions MP Munich Pape Filmproductions        | Universal Pictures                           | 104 min |
| Fast & Furious                        | Brian Tyler              | Amir Mokri                      | Christian Wagner e Fred Raskin                                                       | Original Film One Race Films Relativity Media                                     | Universal Pictures                           | 107 min |
| Fast Five                             | Brian Tyler              | Stephen F. Windon               | Christian Wagner, Kelly Matsumoto e Fred Raskin                                      | Original Film One Race Films                                                      | Universal Pictures                           | 130 min |
| Fast & Furious 6                      | Lucas Vidal              | Stephen F. Windon               | Christian Wagner, Kelly Matsumoto e Dylan Highsmith                                  | Original Film One Race Films Relativity Media                                     | Universal Pictures                           | 130 min |
| Furious 7                             | Bryan Tyler              | Stephen F. Windon e Marc Spicer | Christian Wagner, Dylan Highsmith, Kirk Morri e Leigh Folsom Boyd                    | MRC China Film Original Film One Race Films                                       | Universal Pictures                           | 137 min |
| The Fate of the Furious               | Bryan Tyler              | Stephen F. Windon               | Christian Wagner e Paul Rubell                                                       | China Film Original Film One Race Films                                           | Universal Pictures                           | 136 min |
| Fast & Furious Presents: Hobbs & Shaw | Tyler Bates              | Jonathan Sela                   | Christopher Rouse                                                                    | David Leitch Films Seven Bucks Productions Chris Morgan Productions               | Universal Pictures                           | 137 min |
| Fast & Furious: Spy Racers            | Ryan Lofty e Jay Vincent | N/A                             | N/A                                                                                  | Original Film One Race Films Universal Television DreamWorks Animation Television | Netflix NBCUniversal Television Distribution | TBA     |
| F9                                    | Brian Tyler              | Stephen F. Windon               | Christian Wagner, Dylan Highsmith, Kelly Matsumoto, Greg D'Auria e Leigh Folsom Boyd | Original Film One Race Films                                                      | Universal Pictures                           | TBA     |

## Recepção

### Bilheteria
| Filme                                 | Data de lançamento  | Orçamento      | Arrecadamento        | Arrecadamento          | Arrecadamento  | Ref.          |
| Filme                                 | Data de lançamento  | Orçamento      | Bilheteria doméstica | Bilheteria no exterior | Total          | Ref.          |
| ------------------------------------- | ------------------- | -------------- | -------------------- | ---------------------- | -------------- | ------------- |
| The Fast and the Furious              | 22 de Junho de 2001 | $38 milhões    | $144.533.925         | $62.750.000            | $207.283.925   | [ 66 ]        |
| 2 Fast 2 Furious                      | 6 de Junho de 2003  | $76 milhões    | $127.154.901         | $109.195.760           | $236.350.661   | [ 67 ]        |
| The Fast and the Furious: Tokyo Drift | 16 de Junho de 2006 | $85 milhões    | $62.514.415          | $95.953.877            | $158.468.292   | [ 68 ] [ 69 ] |
| Fast & Furious                        | 3 de Abril de 2009  | $85 milhões    | $155.064.265         | $208.100.000           | $363.164.265   | [ 70 ]        |
| Fast Five                             | 29 de Abril de 2011 | $125 milhões   | $209.837.675         | $416.300.000           | $626.137.675   | [ 71 ]        |
| Fast & Furious 6                      | 24 de Maio de 2013  | $160 milhões   | $238.679.850         | $550.000.000           | $788.679.850   | [ 72 ]        |
| Furious 7                             | 3 de Abril de 2015  | $190 milhões   | $353.007.020         | $1.163.038.891         | $1.516.045.911 | [ 73 ]        |
| The Fate of the Furious               | 14 de Abril de 2017 | $250 milhões   | $226.008.385         | $1.009.996.733         | $1.236.005.118 | [ 74 ]        |
| Hobbs & Shaw                          | 13 de Julho de 2019 | $200 milhões   | $173,956,935         | $585,100,000           | $759,056,935   | [ 75 ]        |
| F9                                    | 25 de Junho de 2021 | $200 milhões   | $173,005,945         | $553,223,556           | $726,229,501   | [ 76 ]        |
|                                       |                     | $1.409 bilhões | $1,863,960,151       | $4,750,675,930         | $6,614,439,246 |               |

### Recepção crítica
| Filme                                 | Rotten Tomatoes    | Metacritic       | CinemaScore |
| ------------------------------------- | ------------------ | ---------------- | ----------- |
| The Fast and the Furious              | 53% (147 resenhas) | 58 (29 resenhas) | B+          |
| 2 Fast 2 Furious                      | 36% (159 resenhas) | 38 (35 resenhas) | A−          |
| The Fast and the Furious: Tokyo Drift | 37% (113 resenhas) | 46 (31 resenhas) | A−          |
| Fast & Furious                        | 28% (173 resenhas) | 45 (27 resenhas) | A−          |
| Fast Five                             | 77% (193 resenhas) | 67 (29 resenhas) | A           |
| Fast & Furious 6                      | 69% (194 resenhas) | 61 (39 resenhas) | A           |
| Furious 7                             | 79% (233 resenhas) | 67 (44 resenhas) | A           |
| The Fate of the Furious               | 64% (131 resenhas) | 55 (36 resenhas) | A           |
| Hobbs & Shaw                          | 67% (308 resenhas) | 58 (54 resenhas) | A−          |
| F9                                    | 59% (343 resenhas) | 60 (54 resenhas) | B+          |

## Ligações Externas
- «Página oficial»
- The Fast and the Furious. no IMDb.
- 2 Fast 2 Furious. no IMDb.
- The Fast and the Furious: Tokyo Drift. no IMDb.
- Fast & Furious. no IMDb.
- Fast Five. no IMDb.
- Fast & Furious 6. no IMDb.